# Dirección de Operaciones Especiales

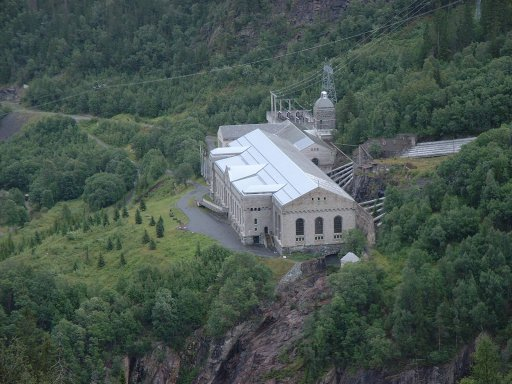
Central hidroeléctrica de Vemork, donde la Special Operations Executive realizó el la "Operación Gunnerside" para sabotear la producción alemana de agua pesada.

La Dirección de Operaciones Especiales (Special Operations Executive, SOE) fue una organización creada durante la Segunda Guerra Mundial por Winston Churchill y Hugh Dalton para llevar a cabo espionaje, sabotaje y reconocimiento militar y especial contra las Potencias del Eje en la Europa ocupada por la Alemania nazi.
Aunque la organización propiamente dicha la formaron unos 13 000 agentes, de los cuales alrededor de 3200 eran mujeres, se calcula que dieron apoyo a alrededor de un millón de agentes secretos extranjeros en todo el mundo,[cita requerida] sobre todo a los movimientos de resistencia como los partisanos yugoslavos (el mayor grupo de resistencia de la guerra), el Armia Krajowa polaco, los partisanos soviéticos, las Fuerzas Francesas del Interior, la resistencia noruega y la griega.
Se refería a veces al SOE como "Los Irregulares de Baker Street" por el grupo de espías que aparece en los libros de Sherlock Holmes, o "Churchill's Secret Army" (Ejército Secreto de Churchill).

## Historia

### Orígenes
La organización nació el 22 de julio de 1940 a partir de la sección D del servicio secreto británico (SIS), más conocido como MI6. La sección D, responsable de sabotaje y operaciones clandestinas, se había formado en 1938. En julio de 1940 se separó del SIS para formar el núcleo del nuevo SOE. Se formó a partir de la fusión de tres departamentos secretos existentes, que se habían formado poco antes del estallido de la Segunda Guerra Mundial. Inmediatamente después de que Alemania se anexionó Austria (proceso conocido como el Anschluss) en marzo de 1938, el Ministerio de Relaciones Exteriores y de la Mancomunidad de Naciones creó una organización de propaganda conocida como Departamento EH (en referencia a la Electra House, su sede), dirigida por el magnate de la prensa canadiense Sir Campbell Stuart. 
Ese mismo mes, el Servicio de Inteligencia Secreto (SIS, también conocido como MI6) formó una sección conocida como Sección D (la "D" aparentemente significa "Destrucción") bajo el mando del Mayor Lawrence Grand, para promover el uso del sabotaje, la propaganda y otros medios especiales para debilitar al enemigo. En el otoño del mismo año, la Oficina de Guerra amplió un departamento de investigación existente conocido como GS(R) y nombró al Mayor J. C. Holland como su jefe para realizar investigaciones sobre la guerra de guerrillas. GS(R) pasó a llamarse MI(R) a principios de 1939.
Estos tres departamentos trabajaron con pocos recursos hasta el estallido de la guerra, con la particularidad de que se producía una gran superposición entre sus actividades. Las secciones D y EH duplicaron entre sí gran parte del trabajo que realizaron. Por otro lado, los jefes de la Sección D y del MI(R) se conocían y compartían información. Acordaron una división aproximada de sus actividades, de manera que el MI(R) investigó operaciones irregulares que podrían ser realizadas por tropas uniformadas regulares, mientras que la Sección D se ocupó del trabajo realmente encubierto.
Durante los primeros meses de la guerra, la Sección D se basó primero en el Hotel St Ermin's de Westminster y luego en el Hotel Metropole, cerca de Trafalgar Square. La Sección intentó sin éxito sabotear las entregas de materiales estratégicos vitales hacia Alemania desde países neutrales minando las Puertas de Hierro en el río Danubio. Mientras tanto, el MI(R) producía folletos y manuales técnicos para los líderes guerrilleros, y también participó en la formación de las Compañías Independientes, unidades autónomas destinadas a llevar a cabo operaciones de sabotaje y de guerrilla tras las líneas enemigas durante la Campaña de Noruega, y las Unidades Auxiliares, comandos de apoyo organizados dentro de la Home Guard que actuarían en caso de que una potencia del Eje invadiera Gran Bretaña, como parecía posible en los primeros años de la guerra.

### Formación
El 13 de junio de 1940, a instancias del recién nombrado Primer ministro Winston Churchill, Lord Hankey (que ocupó el cargo de Canciller del Ducado de Lancaster en el Gabinete) convenció a la Sección D y al MI(R) de que sus operaciones debían coordinarse. El 1 de julio, una reunión a nivel de gabinete dispuso la formación de una única organización de sabotaje. El 16 de julio, Hugh Dalton, ministro de Economía de Guerra, fue designado para asumir la responsabilidad política de la nueva organización, que se creó formalmente el 22 de julio de 1940. Dalton anotó en su diario que ese día el Gabinete de Guerra aceptó sus nuevas funciones y que Churchill le había dicho: "Y ahora ve y prende fuego a Europa". Dalton usó como modelo para la organización el Ejército Republicano Irlandés (IRA) durante la guerra de Independencia irlandesa.
Sir Frank Nelson fue nominado por el SIS para ser director de la nueva organización, y un alto funcionario civil, Gladwyn Jebb, transferido desde el Ministerio de Relaciones Exteriores, recibió el nombramiento como Director Ejecutivo de la organización. Campbell Stuart dejó la organización y el extravagante mayor Grand fue devuelto al ejército regular. A petición propia, el comandante Holland también partió para ocupar un puesto regular en los Ingenieros Reales (tanto Grand como Holland finalmente alcanzaron el rango de mayor general). Sin embargo, el ex adjunto de Holland en el MI(R), el brigadier Colin Gubbins, regresó del mando de las Unidades Auxiliares para ser Director de Operaciones del SOE.
Un departamento del MI(R), el MI R(C), que participó en el desarrollo de armas para la guerra irregular, no se integró formalmente en el SOE, pero se convirtió en un organismo independiente con el nombre en código de MD1. Dirigido por el mayor (luego teniente coronel) Millis Jefferis, estaba ubicado en The Firs en Whitchurch (Buckinghamshire) y recibió el sobrenombre de la "juguetería de Churchill" debido al gran interés del primer ministro y su apoyo entusiasta.

### Líderes

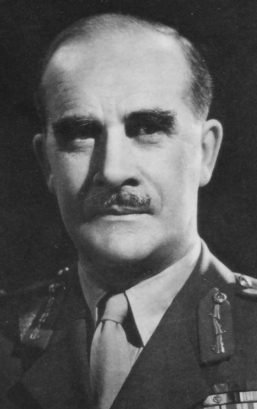
Major General Colin McVean Gubbins, director del SOE desde septiembre de 1943

Al director del SOE se le se solía denominar por las iniciales CD. Nelson, el primer director en ser nombrado, fue director de una empresa comercial en la India, miembro del parlamento conservador y cónsul en Basilea, Suiza, donde también participó en trabajos de inteligencia encubiertos.
En febrero de 1942, Dalton fue destituido como jefe político del SOE (posiblemente, porque estaba usando medios de la organización para realizar escuchas telefónicas de las conversaciones de otros ministros del partido laborista, o posiblemente porque se lo consideraba demasiado "inclinado al comunismo" y una amenaza para el SIS). Pasó a ser Presidente de la Cámara de Comercio y fue reemplazado como ministro de Guerra Económica por Lord Selborne. Selborne, a su vez, retiró a Nelson, que había sufrido problemas de salud como resultado de su arduo trabajo, y nombró a Sir Charles Hambro, jefe del Hambros Bank, para reemplazarlo. También transfirió a Jebb de regreso al Foreign Office.
Hambro había sido un amigo cercano de Churchill antes de la guerra y había ganado la Cruz Militar durante la Primera Guerra Mundial. En paralelo a la organización, continuó siendo presidente del Banco Hambros y dirigiendo el Great Western Railway. Algunos de sus subordinados y asociados expresaron reservas de que estos intereses lo distrajeron de sus deberes como director. Sin embargo, Selborne y Hambro cooperaron estrechamente hasta agosto de 1943, cuando se pelearon por la cuestión de si el SOE debería seguir siendo un organismo separado o coordinar sus operaciones con las del ejército británico en varios teatros de guerra. Hambro consideró que cualquier pérdida de autonomía causaría en el futuro una serie de problemas al SOE. Al mismo tiempo, se descubrió que Hambro no transmitió información vital a Selborne. Fue despedido como director y se convirtió en jefe de una comisión de compras de materias primas en Washington D. C., involucrada en el intercambio de información nuclear vinculada al Proyecto Manhattan.
Como parte de los lazos posteriores más estrechos entre el Estado Mayor Imperial y el SOE (aunque este último no tenía representación en el Comité de jefes de Estado Mayor), el sustituto de Hambro como director a partir de septiembre de 1943 fue Gubbins, quien había sido ascendido a mayor general. Gubbins tenía una amplia experiencia en comandos y operaciones clandestinas y había desempeñado un papel importante en las primeras operaciones del MI(R) y del SOE. También puso en práctica muchas de las lecciones que había aprendió del IRA durante la guerra de Independencia irlandesa.

## Primeras acciones
Ya desde 1939 la sección D y más tarde el SOE mantuvieron operaciones en los Balcanes para complicar las operaciones bélicas alemanas y su abastecimiento.
Tras la caída de Francia y la ocupación alemana, los Balcanes fueron de las pocas regiones donde la red de agentes de la SOE se mantuvo intacta. En la primera directiva al SOE de los jefes de Estado Mayor británicos se dio máxima prioridad a estorbar el suministro de petróleo rumano a Alemania (25 de octubre de 1940). Este objetivo no se cumplió.
Para compensar su fracaso en Rumanía el SOE trató de dificultar el acercamiento de Yugoslavia al Eje a comienzos de 1941. Se involucró en el golpe de Estado de marzo que derrocó al regente y condujo pocos días más tarde a la invasión de Yugoslavia.

## Agentes
Algunos agentes de la SOE:
| - Jack Agazarian (1916-1945) - France Antelme (1900-1945) - Guy D'Artois - Lisé de Baissac - Alcide Beauregard - Yolande Beekman (1911-1944) - Georges Bégué (1911-1993) - Robert Benoist (1895-1944) - Muriel Byck - Gustave "Guy" Biéler (1904-1944) - Emanuel Bierer (1884-?) - Helen Anna Agate Thormann-Bierer (1885-?) - Pierre Brossolette (1903-1944) - Denise Bloch (1915-1945) - Andrée Borrel (1919-1944) - Tony Brooks - Maurice Buckmaster (1902-1992) - Sonya Butt - Robert Bennett Byerly - Francis Cammaerts (1916-) - William John Chalk (1899-?) - Robert Arthur Chapman (1901-?) - Arthur Christie (1921-2003) - Odette Churchill (véase Odette Sansom) - Peter Churchill (1909-1972) - Adolphus Richard Cooper (1899-?) - Yvonne Cormeau (1909-1998) - Madeleine Damerment (1917-1944) - Major Jim Davies | - Francois Adolphe Deniset - Henri Dericourt (1909-1962) - Sir Derek Dodson - Gustave Duclos (1916-2002) - Walter Freud (1921-2004) - Albrecht Gaiswinkler (1905-1979) - Emile Garry (1909-1944) - Haim Gerson - Christine Granville, (1915-1952; cuyo nombre real era Krystyna Skarbek) - Virginia Hall (1906-1982) - Marcel Homet (1897-?) - Desmond Hubble (1910-1944) - Max Hymans (1900-1961) - Peter Johnsen - Noor Inayat Khan (1914-1944) - Andrzej Kowerski - James Larose - Cecily Lefort (1900-1945) - Vera Leigh (1903-1944) - Patrick Leigh Fermor (1915-2011) - John Kenneth Macalister (1914-1944) - Eileen Nearne - Alfred Newton - Henry Newton - Gilbert Norman (1914-1944) - Sonia Olschanezky (1923-1944) - Harry Peulevé (1916-1963) - Frank Pickersgill (1915-1944) - Eliane Plewman (1917-1944) - Sir Anthony Quayle (1913-1989) | - Alex Rabinovich - Harry Rée (1914-1991) - Chaviva Reik (1914-1944) - Lilian Rolfe (1914-1945) - Diana Rowden (1915-1944) - Yvonne Rudelatt (1895-1945) - Roméo Sabourin (1923-1944) - Odette Sansom-Hallowes, GC (1912-1995) - Einar Skinnarland (1918-2002) - Maurice Southgate - Arthur Staggs (1912- ) - George Reginald Starr (1904-1980) - John Renshaw Starr - Brian Stonehouse (1918-1998) - Francis Suttil (1910-1945) - Violette Szabo (1921-1945) - Hannah Szenes (1921-1944) - Jacques Taschereau - Paul-Émile Thibeault - F. F. E. Yeo-Thomas (1902-1964) - Pierre de Vomécourt - Nancy Wake (1912- 2011) - W. Stanley Moss (1919-1964) - Peter Wand-Tetley - William Grover-Williams (1903-1945) - Jean-Pierre Wimille (1908-1949) - Pearl Witherington (1914-2008) - John Young |